# Хрусталёв, Пётр Алексеевич (генерал)
Пётр Алексеевич Хрусталёв (11 апреля 1904, Ардатов — 8 ноября 1979, Киев) — советский военачальник, генерал-майор, участник Гражданской, советско-польской и Великой Отечественной войн.

## Биография
Родился 11 апреля 1904 года в городе Ардатов Нижегородской губернии (ныне — Мордовия). В декабре 1919 года пошёл на службу в Рабоче-крестьянскую Красную Армию. В 1920 году окончил политические курсы при политическом отделе Западного фронта. Участвовал в боях Гражданской и советско-польской войн, подавлении антисоветских мятежей. В послевоенное время продолжил службу в РККА.
В 1925 году окончил Екатеринодарскую кавалерийскую школу, после чего служил в 5-й Ставропольской кавалерийской дивизии имени М. Ф. Блинова. С марта 1932 года служил в кавалерийских частях на Дальнем Востоке. Избирался делегатом VIII Чрезвычайного съезда Советов.
После начала Великой Отечественной войны, 8 ноября 1941 года, был назначен командиром 8-й кавалерийской дивизии.
С февраля 1943 года — на фронтах Великой Отечественной войны. Воевал в составе 19-го кавалерийского корпуса, с июня 1943 года и до конца войны – 6-го гвардейского кавалерийского корпуса.
Во главе своей дивизии участвовал в освобождении Смоленской области, Западной Украины, Румынии, Венгрии. 17 января 1944 года ему было присвоено воинское звание генерал-майора. Особо отличилась его дивизия во время освобождения города Дебрецен, за что ей было присвоено почётное наименование «Дебреценская».
После окончания войны продолжил службу в Советской Армии. Первоначально продолжал командовать своей дивизией, которая была преобразована в 13-ю механизированную. С декабря 1946 года служил республиканским военным комиссаром Таджикской ССР, а с октября 1950 года — Днепропетровским областным военным комиссаром. В октябре 1951 года был переведён в систему ДОСААФ, возглавлял Организационный комитет ДОСААФ Украинской ССР.
В мае 1955 года был уволен в запас. Проживал в Киеве. Умер 8 ноября 1979 года, похоронен на Лукьяновском военном кладбище Киева.
Почётный гражданин города Братиславы. Был также награждён орденом Ленина, тремя орденами Красного Знамени, орденами Кутузова 2-й степени, Богдана Хмельницкого 2-й степени, Отечественной войны 1-й степени и Красной Звезды, а также рядом медалей.